# SEP (fordon)
SEP, splitterskyddad enhetsplattform, är en familj av bepansrade terrängfordon utvecklade av BAE Systems Hägglunds på uppdrag av Försvarets materielverk (FMV). 

## Bakgrund
Under början av 1990-talet väcktes idén för att på sikt ersätta Försvarets då 6.700 bandvagnar med någon form av enhetsfordon. Vid den tidpunkten stod det även klart att Försvarsmaktens samtliga dåvarande fordon (Bv 206, Tgb 11/13/20, Tgb 30/40, Pbv 302, Pvrbv 551, Lvrbv 701 och Patgb XA-180)  behövde ersättas under perioden 2007-2017. 1996 myntade Försvarsmaktens förstudie begreppet "SEP - splitterskyddad enhetsplattform". Totalt kom ett 20-tal olika koncept på både band och hjul att utvärderas av FMV. Volvos dumper var ett av de förslag som utvärderades, men ratades. Detta koncept blev dock istället bärare till Artillerisystem 08. 1998 kom Hägglunds koncept "B13" att bli det vinnande konceptet, som byggde både på hjul- och bandplattformar.
SEP består av fordonsplattformar, band- eller hjulgående (6 eller 8 hjul) som tillsammans med en rollmodul utgör ett komplett fordon. Rollmodulerna är i sig utrustade på olika sätt för att ge fordonet olika funktioner, exempelvis trupptransport, ambulans, ledningsfordon, bärgningsfordon osv.
SEP har dessutom en mycket långt driven modularisering, innebärande att samma komponenter och delsystem återfinns både på de hjulgående som de bandgående fordonsplattformarna. Vidare kan rollmodulerna bytas på den enskilda bäraren liksom de kan flyttas från en hjulgående till en bandgående bärare.
SEP finns med olika alternativ till drivlina: antingen en modern mekanisk transmission, där egenskaper som tidigare inte funnits för hjulgående fordon har inkorporerats, till exempel pivotsväng (rotera kring sin egen centrumaxel), eller en elektrisk transmission.
BAE Systems Hägglunds meddelade i början av september 2010 att projektet runt SEP och Alligator avvecklas, detta på grund av att företaget ej blev vald som leverantör av splitterskyddade fordon till Försvarsmakten.

## Användning
Den 4 februari 2008 meddelade ÖB Håkan Syrén att Försvarsmakten skrotar planerna på det nya enhetsfordonet och istället inriktar sig på att köpa från den internationella marknaden genom en offentlig upphandling. Detta med anledningen av att konceptet skulle bli för dyrt att utveckla på egen hand, då Storbritannien som var en potentiell köpare drog sig ur projektet 2007, för att istället välja brittiska Future Rapid Effect System. Efter att fordonet stod utan användare kom BAE Systems Hägglunds att färdigutveckla fyra stycken förseriefordon på egen hand till en kostnad om 600 miljoner kronor. Totalt har projektet kostat 1,5 miljarder kronor.
FMV beslutade den 26 juni 2009 genom en offentlig upphandling att köpa pansarterrängfordon från finska Patria i konkurrens med bland annat SEP. Beslutet överklagades till länsrätten i Stockholms län av BAE Systems Hägglunds som menade att det är felaktigt, något som FMV tillbakavisade. Den 29 oktober 2009 meddelade länsrätten att den funnit att vissa moment i upphandligen genomförts på ett sätt som strider mot lagen om offentlig upphandling och att upphandlingen därför bör göras om.
FMV påbörjade en ny upphandling om splitterskyddat enhetsfordon i december 2009, kraven i den nya upphandlingen var i stort sett oförändrade med undantag av vissa justeringar samt förtydliganden,
Till en början var det osäkert om finska Patria skulle bli ensam i den nya upphandlingen, då BAE Systems Hägglunds var osäker med att komma lägga ett nytt anbud, trots att dess överklagan på det tidigare beslutet. BAE Systems Hägglunds meddelade senare att de valde att gå vidare i den nya upphandlingen med fordonet Alligator, ett fordon utvecklat vid sidan om SEP. Den 13 augusti 2010 meddelade FMV att Patria med fordonet Patria XA-360 AMV vunnit den nya upphandlingen.
BAE Systems Hägglunds var en av anbudsgivarna i upphandlingen av amerikanska marinkårens MPC, Marine Personnel Carrier. USMC (United States Marine Corps) planerade att beställa 6fordon. Prövning av anbud skedde under andra kvartalet 2008 och USMC utvärderade då de olika konkurrenterna.